# Park Tae-hwan
Park Tae-hwan (koreanska: 박태환), född den 27 september 1989 i Seoul i Sydkorea, är en sydkoreansk simmare.
Han tog Sydkoreas första olympiska medalj någonsin i simning vid olympiska sommarspelen 2008 i Peking när han tog guld på 400 meter frisim. Park tog även en silvermedalj på 200 meter under samma spel och vid olympiska sommarspelen 2012 i London tog han två silvermedaljer på 200 och 400 meter frisim.